# Георг Фридрих фон Хоенлое-Нойенщайн-Вайкерсхайм
Георг Фридрих фон Хоенлое-Нойенщайн-Вайкерсхайм (на немски: Georg Friedrich von Hohenlohe-Neuenstein-Weikersheim) е граф на Хоенлое-Нойенщайн-Вайкерсхайм и Глайхен, офицер и поет.

## Биография
Роден е на 5 септември 1569 година в Нойенщайн. Той е най-възрастният син на граф Волфганг фон Хоенлое-Вайкерсхайм (1546 – 1610) и съпругата му Магдалена фон Насау-Диленбург (1547 – 1633), сестра на Вилхелм Орански, дъщеря на граф Вилхелм „Богатия“ фон Насау-Диленбург и Юлиана фон Щолберг-Вернигероде. Брат е на Крафт VII (1582 – 1641), граф на Хоенлое-Нойенщайн-Вайкерсхайм, и на Филип Ернст (1610 – 1584), граф в Лангенбург.
През 1586 г. 17-годишният Георг Фридрих започва да следва в университета в Женева, където учи до 1588 г. След това следва във Франция, в Сиена и в Падуа, Италия. След обучението си се сражава през 1591 г. на страната на Анри IV против Католическата лига. По време на войната против турците от 1595 г. става полковник. През 1605 г. той е императорски генерал-вахтмайстор. Потушава въстание в Унгария.
Чрез брака си с Ева фон Валдщайн той става бохемски племенен господар и така е участник в съпротивата против крал Фердинанд II. Като генерал-полковник-лейтенант той е командир на конница в битката на Бялата планина (на 8 ноември 1620) до Прага. През 1621 г. император Фердинанд II обявява Фридрих V фон Пфалц и други, между тях и Георг Фридрих фон Хоенлое-Нойенщайн-Вайкерсхайм, за персони нон грата.
На 22 януари 1621 г. той е приет от княз Лудвиг I фон Анхалт-Кьотен в литературното общество Fruchtbringende Gesellschaft.
През 1632 г. Георг Фридрих става шведски щатхалтер на Швабския окръг. Императорът така се ядосва, че веднага му взема господството Вайкерсхайм. Едва след Вестфалския мир през 1648 г. Вайкерсхайм е върнат обратно на фамилията Хоенлое.
През 1637 г. Георг се сдобрява с императора и през 1639 г. се заселва в Лангенбург, отказвайки се от всякаква политика. Там граф Георг Фридрих се занимава с литература. Пише най-вече молитви и стихотворения.
Умира на 7 юли 1645 г. в Лангенбург на 75-годишна възраст.

## Фамилия
Първи брак: на 25 юни 1607 г. в Прага с фрайин Ева фон Валдщайн († 24 май 1631), вдовица на Бохуслав Йоахим Хасенщайн фон Лобковиц (1546 – 1605), дъщеря на Зденко фон Валдщайн и Людмила Маловец († 1552). Те имат една дъщеря:
Втори брак: на 27 август 1633 г. във Вюрцбург с графиня Мария Магдалена фон Йотинген-Йотинген (* 28 август 1600, Йотинген; † 29 май 1636, Страсбург), вдовица на граф Хайнрих Вилхелм фон Золмс-Зоненвалде-Поух (1583 – 1631), дъщеря на граф Лудвиг Еберхард фон Йотинген-Йотинген и графиня Маргарета фон Ербах. Те имат една дъщеря:
- Магдалена фон Хоенлое-Вайкерсхайм (* 22 март 1635; † 14 ноември 1657), омъжена на 25 февруари 1652 г. за граф Хайнрих Фридрих фон Хоенлое-Лангенбург (1625 – 1699)

## Произведения
- Geistliche Psalmen und Kirchengesänge (1648)